# Сентум Сити
Сентум Сити (кор. 센텀시티, сентхом ситхи, от англ. Centum City) — международный деловой туристический район в городе-метрополии Пусан, Республика Корея. Он находится на берегу реки Суёнган. В настоящее время административно является частью района Хэундэгу города-метрополии Пусан. Участок Сентум Сити изначально был участком аэропорта Суён (кор. 수영비행장) с 1958 по 1976, бывший международный аэропорт города-метрополии Пусан.

## Строения в Сентум Сити
- Универмаг «Синсеге Сентум Сити» — самый большой универмаг в мире.
- Пусанский муниципальный художественный музей
- Пусанский киноцентр
- Пусанский выставочный конференц-центр
- Олимпийский парк
- Международный деловой центр — предположение
- Новое здание администрации округа Хэундэгу
- Универмаг «Лотте» в Сентум Сити
- Парк АТЭС «Нару»
- Дискаунтер «Home plus» в Сентум Сити
- Здание телерадиокомпании «KNN»
- Офис «Сентум Лидерс Марк»
- Отель «Хэундэ Сентхом»
- Жилой комплекс «Сентум Парк»